# IV plan pięcioletni (Polska)

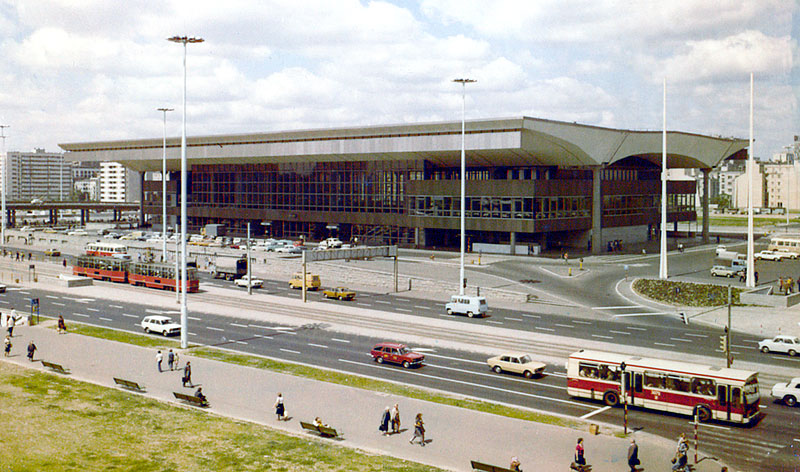
Warszawski Dworzec Centralny wybudowany w 1975 roku jest symbolem polityki modernizacji kraju prowadzonej przez władze ludowe PRL w latach 70. Promowano wtedy hasło: „Aby Polska rosła w siłę, a ludzie żyli dostatniej”

IV plan pięcioletni – szósty w historii PRL plan gospodarczy obejmujący lata 1971–1975, opracowany po dojściu do władzy ekipy Edwarda Gierka. Jego założenia uchwalił 8 czerwca 1972 roku Sejm PRL. Wcześniej, w lutym 1971 r., na VIII Plenum KC PZPR odrzucono opracowaną uprzednio wersję planu. W zmodyfikowanej wersji programu zaprezentowanego w grudniu 1971 r., na VI Zjeździe PZPR przewidziano rozbudowę transportu, usług i szybki wzrost stopy życiowej społeczeństwa. Zakładano wzrost dochodu narodowego o 39% (w 1973 r. podniesiono wymagania do 55%), produkcji przemysłowej o 50% (w 1973 r. zwiększono do 60%), produkcji rolnej o 20% (w 1973 r. zwiększono do 23%) i płacy realnej o 18% (w 1973 r. zwiększono do 38%). Planowano też zwiększyć nakłady na inwestycje (co doprowadziło do podejmowania nieprzemyślanych decyzji, które zakładały realizację olbrzymich, ale mało opłacalnych przedsięwzięć).

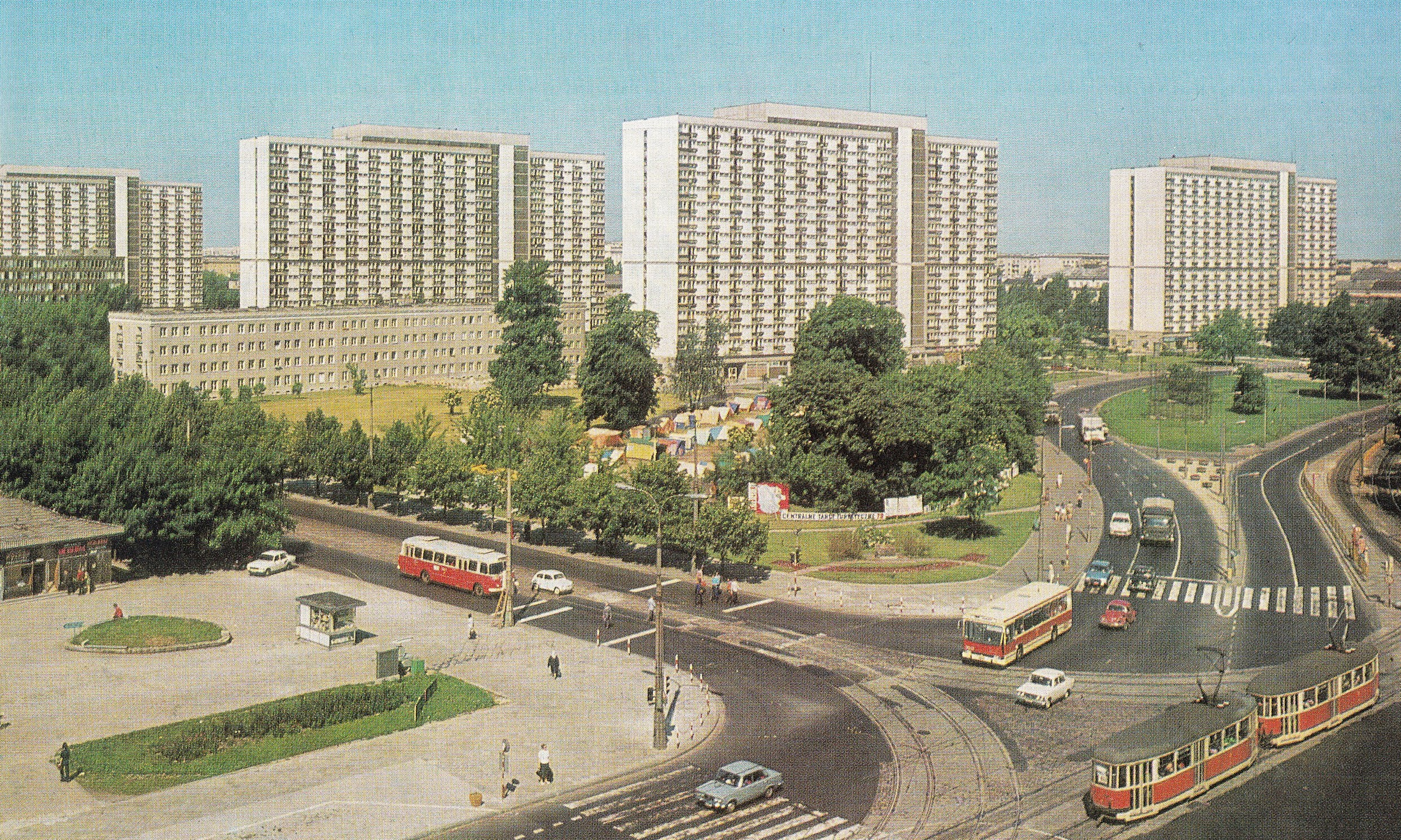
Bloki mieszkalne Osiedla Za Żelazną Bramą widziane ze skrzyżowania ul. Marszałkowskiej i Królewskiej, lata 70. XX wieku. Budowa mieszkań w bloku z wielkiej płyty było realizacją hasła „Razem budujemy drugą Polskę”

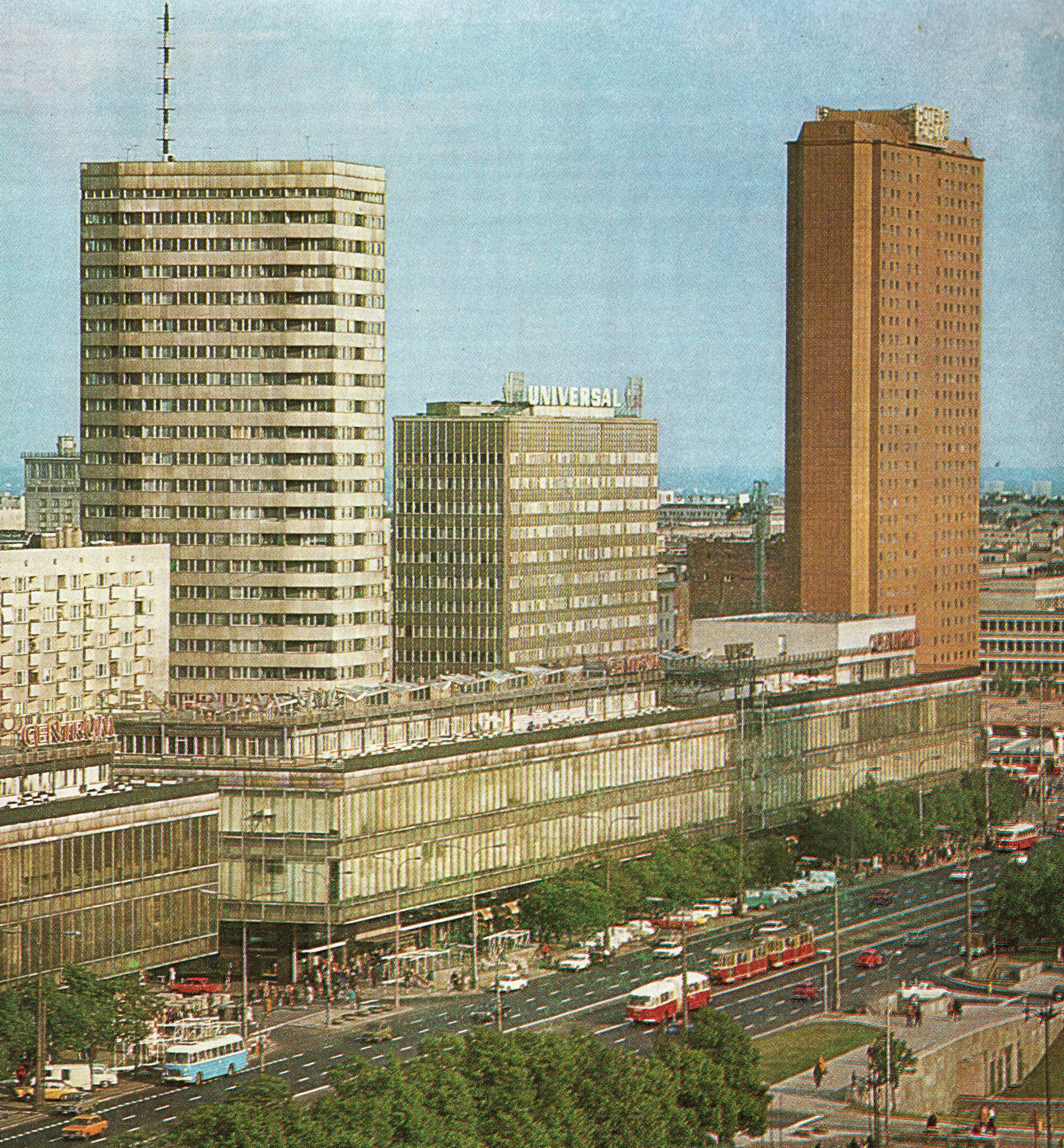
Ściana Wschodnia w Warszawie

Ożywienie gospodarcze nastąpiło rzeczywiście. Objawiło się dobrymi wynikami w rolnictwie, znacznym wzrostem płac oraz wzrostem spożycia m.in. mięsa. Sklepy zapełniły się artykułami pochodzenia zagranicznego. Ten postęp spowodowany był w dużej mierze czynnikami zewnętrznymi, przede wszystkim dużymi kredytami udzielanymi Polsce przez banki zagraniczne i rządy państw zachodnich. Rząd polski bardzo chętnie korzystał z łatwego kredytu przeznaczając uzyskiwane w ten sposób środki na zaopatrzenie rynku, ale również na inwestycje.
Lansowane szeroko hasła propagandowe, np. „Aby Polska rosła w siłę, a ludzie żyli dostatniej” i „Razem budujemy drugą Polskę”, miały przekonać społeczeństwo o znakomitych perspektywach dalszego rozwoju gospodarczego. Tymczasem tak nie było. Narastał kryzys gospodarczy spowodowany niewydolnym systemem planowania i niekompetencji kierownictwa.

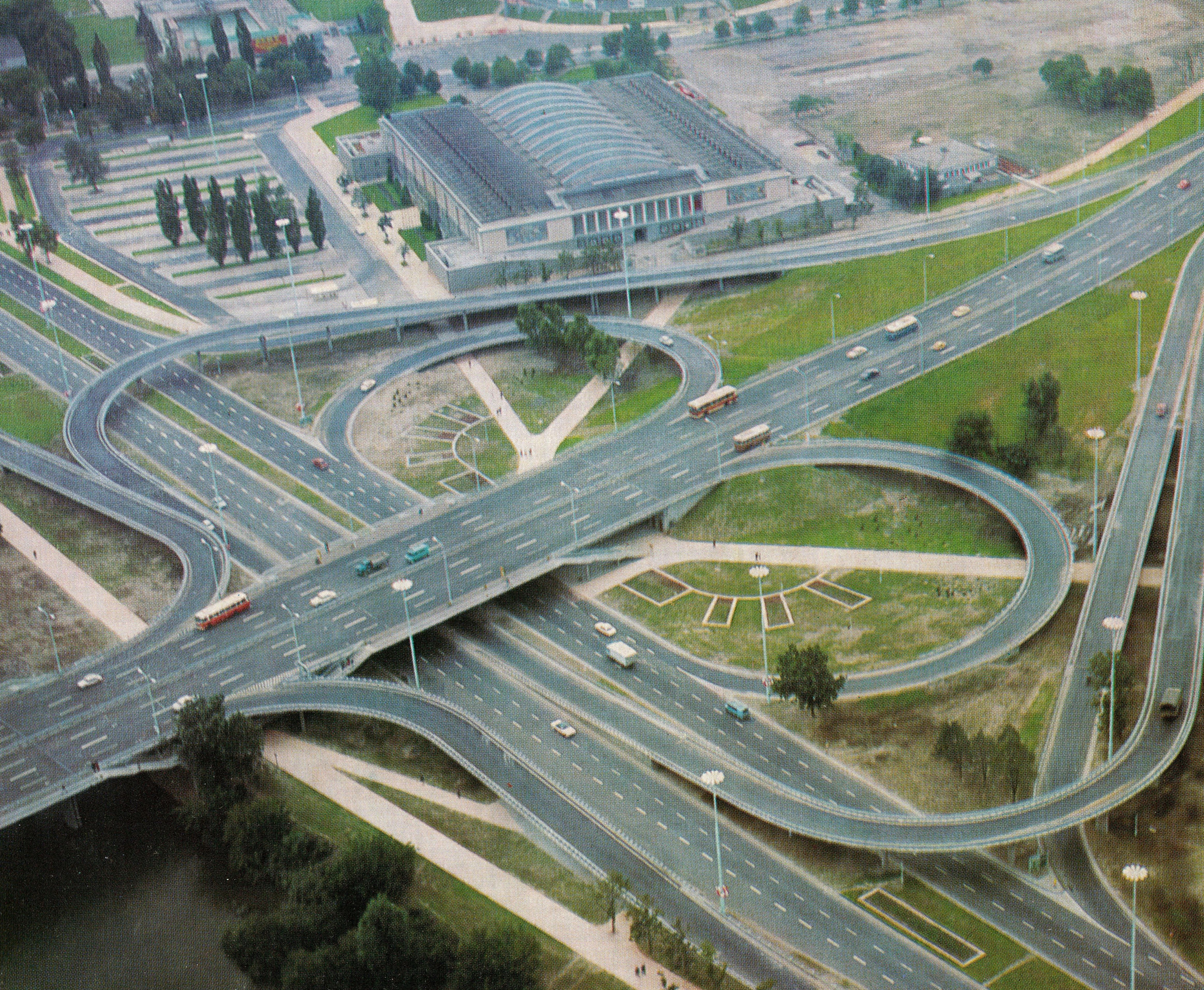
Węzeł drogowy most Łazienkowski-Wisłostrada, lata 70.

Ekipa Gierka sformułowała nową politykę społeczno-gospodarczą, tzw. strategię przyspieszonego rozwoju gospodarczego i społecznego Polski, zakładającą utrzymanie szybkiego wzrostu gospodarczego i jednoczesną poprawę materialnych i kulturowych warunków życia społeczeństwa. Władze PRL promowały wtedy wszędzie, w mediach, pochodach i na defiladach hasło „Aby Polska rosła w siłę, a ludzie żyli dostatniej”. Rozwój kraju w latach 1971–1975, finansowany wysokimi kredytami zagranicznymi, przejawił się we wzroście dochodu narodowego o ok. 60%, a płac realnych o ok. 40%. Edward Gierek zliberalizował gospodarkę oraz zreformował system polityczny w kraju. Nowe kierownictwo PZPR powołało komisję do zbadania przyczyn tragedii na Wybrzeżu. Od 1972 Polacy jako jedyni w państwach bloku wschodniego mogli zakładać specjalne oprocentowane konta dolarowe. W 1972 r. utworzono sieć sklepów i kiosków walutowych „Przedsiębiorstwo Eksportu Wewnętrznego” popularnie nazywana pewex-em, która powstała z przekształcenia sieci sklepów dewizowych Banku Pekao. W sklepach tych można było za waluty wymienialne kupić towary, zarówno krajowe, jak i importowane. W latach 70. zrealizowano szereg nagłośnionych propagandowo, ważnych dla narodu inwestycji, w tym odbudowa Zamku Królewskiego i Zamku Ujazdowskiego w Warszawie, budowa Trasy Łazienkowskiej, budowa warszawskiego Dworca Centralnego i wybudowanie pierwszej w Polsce linii kolejowej dużych prędkości CMK (przystosowanej do jazdy z prędkością 250 km/h, czego nie wykorzystywano aż do 2013 roku, kiedy zakupiono pociągi dużych prędkości Pendolino). W Konstantynowie zbudowano także najwyższy maszt radiowy na świecie o wysokości dwóch Wież Eiffla, dzięki czemu Polskie Radio można było odbierać na całym świecie.

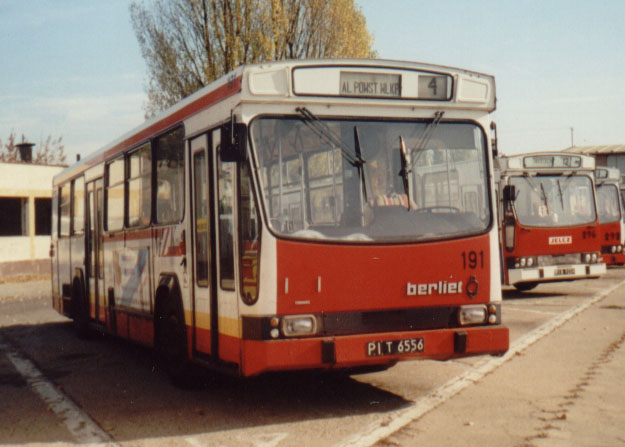
Berliet PR100 na terenie zajezdni MZK Piła

W latach 70., w celu rozwiązania złych warunków bytowych społeczeństwa, budowano masowo osiedla mieszkaniowe z prefabrykowanych wielkich płyt, dzięki czemu oddano do użytku najwięcej mieszkań w historii Polski. Fabryki rozpoczęły produkcję samochodów marki FIAT w Bielsku-Białej, Tychach i Warszawie. Za rządów Gierka Polska uzyskała licencję na produkcję Fiata 126p popularnie nazywanego maluchem, montaż tego pojazdu w Polsce zakończyła się dopiero w 2000 roku, w Polsce powstało ponad 3 mln egzemplarzy tego samochodu. Fabryka FSO na warszawskim Żeraniu produkowała także nowoczesne i duże rodzinne samochody Fiat 125p i Polonez, które były masowo sprzedawane do państw socjalistycznych, a także na Zachód. Oprócz tego rząd uzyskał licencję na produkcję m.in. silników Leylanda i autobusów Berliet. Zakup zachodnich licencji doprowadził do wzrostu produkcji towarów takich jak papier, węgiel, nawozy sztuczne, magnetofony, telewizory kolorowe (np. Rubin 714p), maszyny i traktory. Szybki wzrost gospodarczy obkupiony był jednak łączną sumą 6 miliardów dolarów zadłużenia zaciągniętego w państwach zachodnich. Rozwijała się infrastruktura, zbudowano drogę szybkiego ruchu Katowice – Warszawa tzw. gierkówkę, kopalnie w Zagłębiu Lubelskim i Bełchatowie. Wybudowano rafinerię gdańską, Port Północny, walcownie w Nowej Hucie i Częstochowie, cukrownię w Łapach. Wybudowano elektrownie Kozienice i Dolna Odra. W 1975 roku zbudowano w Bełchatowie największą elektrownię węglową na świecie opalaną węglem brunatnym.
W 1974 r. uchwalono Kodeks pracy.

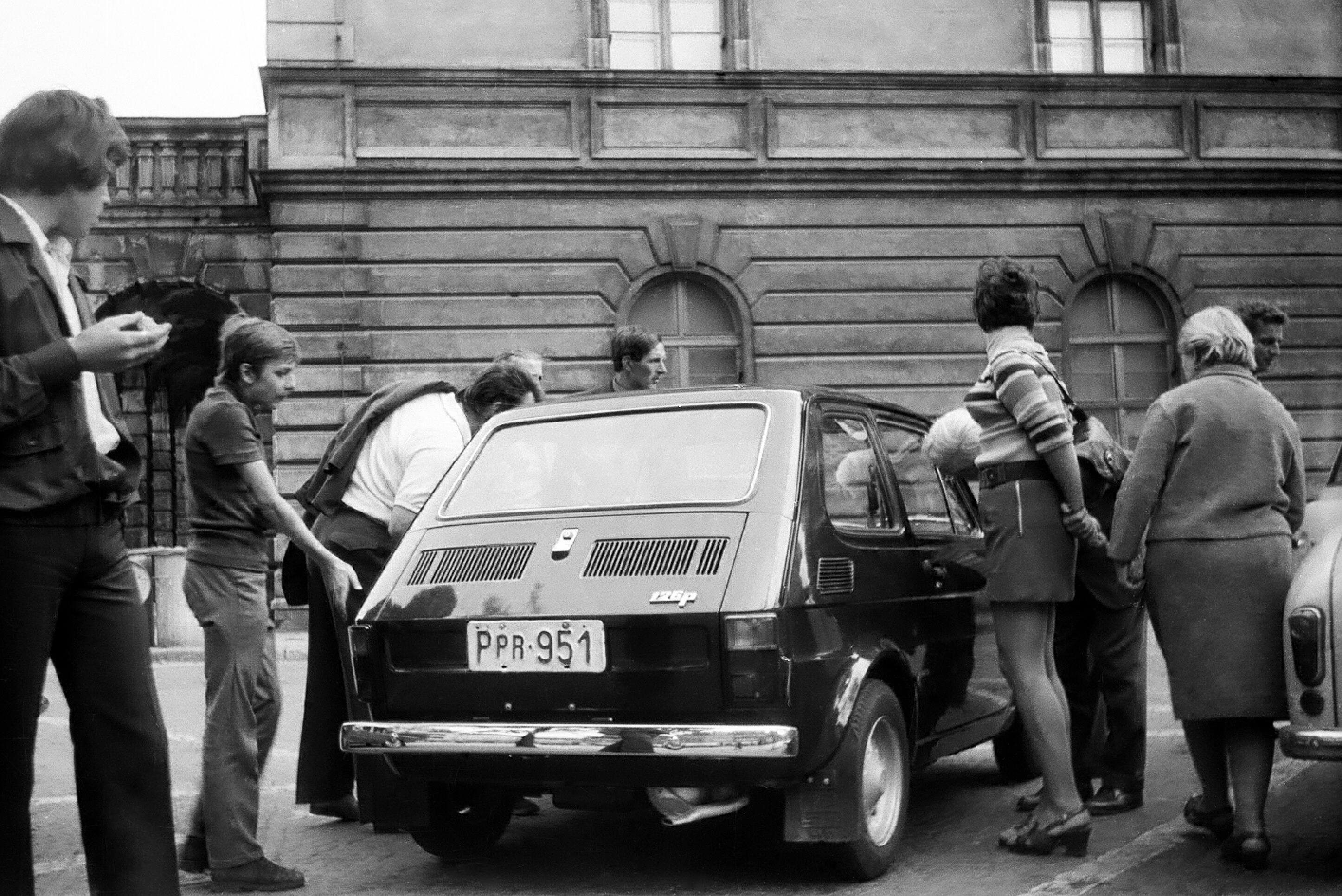
Pierwszy maluch z logo Polskiego Fiata, oznaczony symbolem 126p, zjechał z taśm montażowych FSM w Bielsku-Białej 6 czerwca 1973 roku. Pierwsze polskie fiaty 126p wzbudzały niebywałe zainteresowanie przechodniów (1973 r.)

W 1971 roku PZPR i ZSL przyjęły wspólne, nowe wytyczne polityki rolnej. Zakładały one m.in. wprowadzenie systemu powszechnej opieki zdrowotnej na wsi zbliżonej do tej w miastach, zapewnienie cen skupu produktów rolnych na poziomie opłacalnym z punktu widzenia rolników, zniesienie systemu obowiązkowych dostaw produktów rolnych na rzecz kontraktacji, rozluźnienie przepisów o normach obszarowych gospodarstw rolnych (odejście od zasady niemożności sprzedaży ziemi państwowej w ręce prywatne). Jednocześnie wprowadzono emerytury dla rolników bez następców na gospodarstwach. Postanowiono odejść od systemu reglamentacji węgla i pasz dla rolników indywidualnych. Tym samym stworzono model polityki rolnej całkowicie odbiegający od modeli przyjętych w innych krajach RWPG. W istotny sposób zwiększono nakłady na przemysł spożywczy (cukrownia w Łapach, zamrażalnia owoców w Płońsku, budowa nowoczesnych zakładów mięsnych przy pomocy wykonawców z USA i RFN oraz proszkowni mleka przy pomocy Włoch, wielki kompleks chemiczny w Policach produkujący m.in. nawozy, budowany przez firmy francuskie, rozbudowa zakładów „Ursus” w celu produkcji ciągnika na licencji „Fergussona”). Opracowano program specjalizacji w rolnictwie (dogodna polityka kredytowa, ulgi podatkowe, pierwszeństwo w nabywaniu ziemi oraz wsparcie doradcze dla gospodarstw). W sadownictwie odniesiono wielkie sukcesy dzięki nowym technikom upraw promowanym przez Instytut Sadownictwa w Skierniewicach. Stworzono od podstaw fermową hodowlę drobiu. Efektem polityki rolnej był istotny postęp w rolnictwie w pierwszej połowie lat siedemdziesiątych. W latach 1971–1975 produkcja rolna wzrosła o 22% (produkcja zwierzęca zwiększała się corocznie o 7,8%, pogłowie trzody chlewnej zwiększyło się o 60%, skup wieprzowiny zwiększył się o 80%, wołowiny o 50%, a mleka o 52%; prawie dwukrotnie zwiększyła się produkcja drobiu). Liczba ciągników w rolnictwie podwoiła się. Zużycie nawozów sztucznych wzrosło o 43%. Jednocześnie nastąpiło całkowite oderwanie cen detalicznych żywności od kosztów produkcji. Stałe i niskie ceny żywności oraz relatywnie szybki wzrost dochodów ludności spowodował powstanie rynku producenta i wzrost dotacji budżetowych do produkcji rolnej w miarę jej intensywnego wzrastania. Załamanie wzrostu produkcji rolnej nastąpiło w 1975 roku przy wciąż wzrastających potrzebach konsumpcyjnych. Zaczęto ograniczać eksport produktów rolnych by nasycić rynek wewnętrzny, co spowodowało zmniejszenie nakładów na unowocześnianie rolnictwa i wzrost wydatków dewizowych na import żywności i pasz. Dodatnie przez cały okres powojenny saldo w handlu zagranicznym żywnością po raz pierwszy stało się ujemne.